# Fürstenzell
Fürstenzell est une commune allemande située dans le Land de Bavière, arrondissement de Passau, et compte environ 8 100 habitants.

## Personnages célèbres
À Fürstenzell sont nés :
- Klaus Augenthaler (1957 - ), footballeur.
- Wilhelm Diess (1884 - 1957), écrivain.

## Monuments

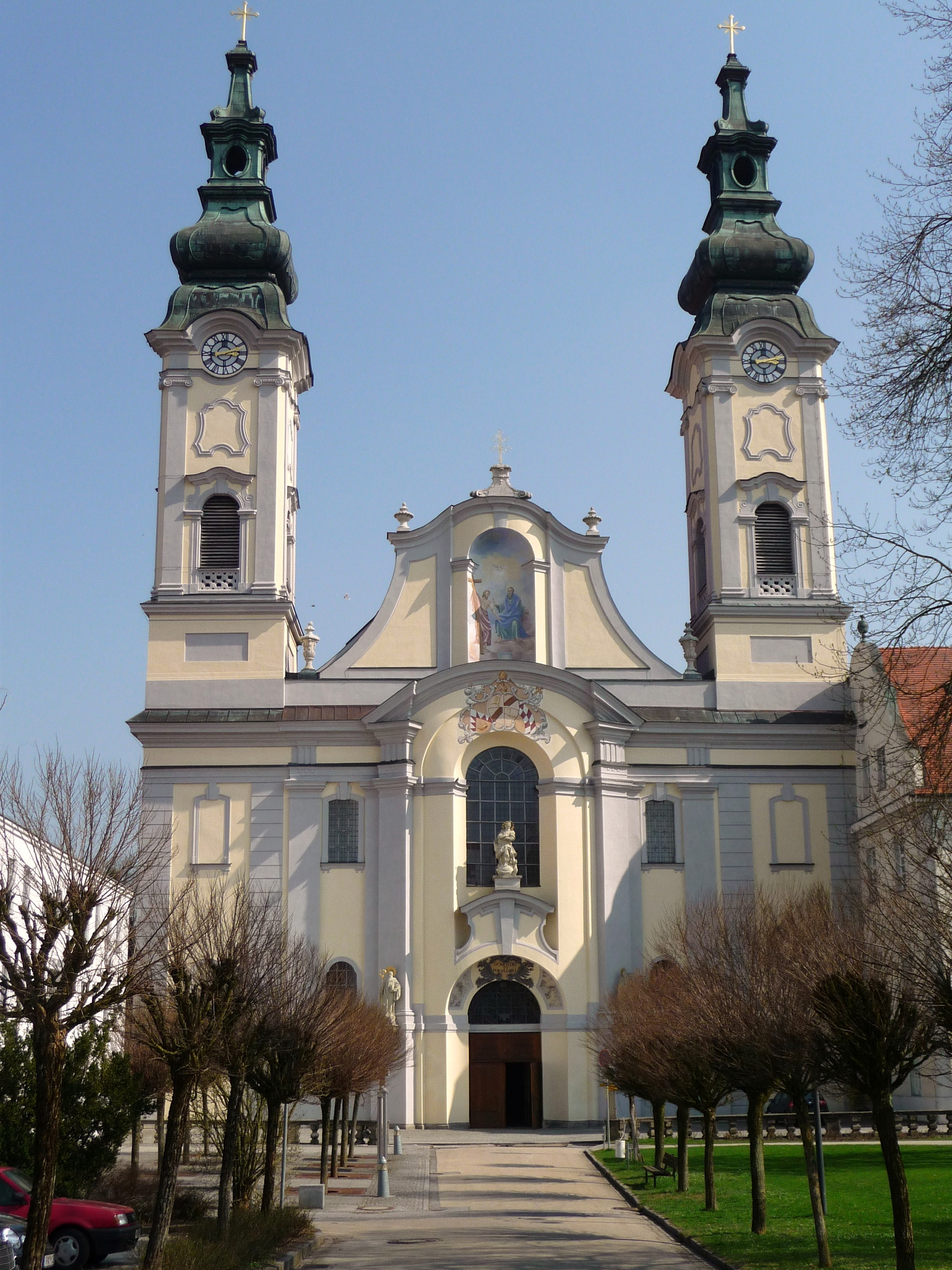
Façade de l'église de l'abbaye de Fürstenzell

Fürstenzell est célèbre pour son ancienne abbaye cistercienne, chef-d'œuvre de l'architecture baroque.